# لمفورده
لمفورده (به آلمانی: Lemförde) یک منطقهٔ مسکونی در آلمان است که در دیفولتس واقع شده‌است. لمفورده ۲٬۸۶۸ نفر جمعیت دارد.